# Паулін Ноланський
Паулін Ноланський, також Павлин Ноланський, святий Павлин, Паулін з Ноли (лат. Pontius Meropius Anicius Paulinus; 354 — 22 червня 431) — давньоримський державний, церковний діяч, поет часів пізньої Римської імперії.

## Життєпис
Походив із заможного сенаторського роду. Народився у 354 році у м. Бурдігала (сучасне Бордо, Франція). Отримав найкращу на той час освіту. Навчався, зокрема в Авзонія, з яким його пов'язувала дружба. Користуючись своїм впливом при дворі, Авзоній допоміг молодому Пауліну в просуванні на державній службі: у 378 році він уже консул у Римі, у 381 році — намісник в Кампанії. Після вбивства імператора Граціана у 383 році Паулин поїхав до Іспанії і одружився там з багатою християнкою Тарасією.
У 390 році він прийняв хрещення. Смерть брата і щойно народженого сина, Цельса, змусили його радикально переглянути усі звичні цінності. Він залишив світське життя і, роздавши усе своє величезне багатство біднякам, прийняв чернецтво. Рішення про цю посвяту він прийняв спільно з дружиною, після цього жили разом як брат і сестра. Авзоній намагався переконати свого учня і друга, відправляючи йому в Іспанію послання за посланням, одне скорботніше іншого, на які Паулін відповів лише у 393 році, докладно виклавши у віршованому листі своє нове світосприйняття.
У 393 році Паулін став священником у Барціноні (сучасна Барселона). У 394 році разом з Тарасією, яка теж прийняла чернецтво, він поїхав до Італії і поселився в Нолі, маленькому кампанскому містечку, де знаходилася гробниця особливо шанованого ним святого Фелікса. У 403 році його було обрано єпископом Ноли і розгорнув пастирську діяльність. Першим ділом він подбав про увічнення пам'яті мученика Фелікса, над останками якого зведена пишна базиліка і поруч з нею притулок для пілігримів. Перекази приписують йому впровадження дзвонів у богослужбову практику. Помер Паулін у 431 році і невдовзі був канонізований католицькою церквою.

## Творчість
Відомі натепер лише твори Пауліна, написані після його навернення до християнства. З його юнацьких, зараз втрачених, творів відомо лише про поему «Про царів» (De regibus), що являла собою віршований виклад однойменного твору Светонія. Перші поетичні твори були позначені сильним впливом Авзонія.
З часом Паулін звільняється від надмірної пристрасті до класичного мистецтва і надлишкової витонченості у викладі. Його завдання — пристосувати старі форми до нового християнського змісту. Далекий від богословських суперечок, він відображає у своїх творах світ повсякденних справ і буденних турбот, побачених очима людини невибагливої і добросердої.
Відомо про більш ніж 30 віршів Пауліна. Частина з них — послання, звернені до друзів поета. Найбільший інтерес представляють поліметричні листи до Авзонія, що свідчать про пошук поетом оптимальної форми для вираження християнських ідеалів.
Хоча він не розділяє авзонієвого тяжіння до формальної вишуканості латинських класиків, найкращих результатів він досягає все ж тоді, коли ближче всього наслідує Горація і Вергілія. Вплив останнього особливо помітно там, де проявляються мотиви буколічної і землеробської поезії.
Три вірші являють собою переспів псалмів 1,2 і 137 відповідно. У доробку Пауліна є 14 віршів, що прославляють святого Фелікса. Вони складають цикл під назвою «Вірші на честь дня народження» (Carmina natalicia). Поет писав їх з року в рік до чергової річниці смерті Фелікса, що стала його народженням для життя вічного. Найдовший з них містить 858 строф, написаних різними розмірами. У решті використано дактилічний гекзаметр.
У мову Пауліна нерідко проникають елементи народної розмовної мови. Такий же нерівний стиль помітний і в «Листуванні», єдиному прозовому творі Пауліна. Зберігся 51 лист, щонайменше ще 15 листів втрачено. За ними можна простежити єпископську діяльність автора у Нолі. Адресати — єпископи Августин, Амвросій, Аліпій, Дельфін та інші, сенатор Паммахій, близький друг Пауліна письменник Сульпіцій Север.
У листах трактуються питання біблійної екзегези, аскетизму, культового зодчества, християнської агіографії, цивільного і церковного побуту; зачіпаються теми сучасних автору подій та особистого життя автора. Тут, як і у віршах, Пауліну не завжди вдається подолати впливи схоластики і позбутися риторичних надмірностей.